# Ногароле Рока
Ногароле Рока (итал. Nogarole Rocca) је насеље у Италији у округу Верона, региону Венето.
Према процени из 2011. у насељу је живело 638 становника. Насеље се налази на надморској висини од 35 м.

## Становништво
Према резултатима пописа становништва 2011. у општини је живело 3.455 становника.
| 1931. | 1936. | 1951. | 1961. | 1971. | 1981. | 1991. | 2001. | 2011. |
| ----- | ----- | ----- | ----- | ----- | ----- | ----- | ----- | ----- |
| 3.198 | 3.417 | 3.469 | 2.619 | 2.310 | 2.365 | 2.676 | 2.850 | 3.455 |